# Jan de Vries (Rennfahrer)

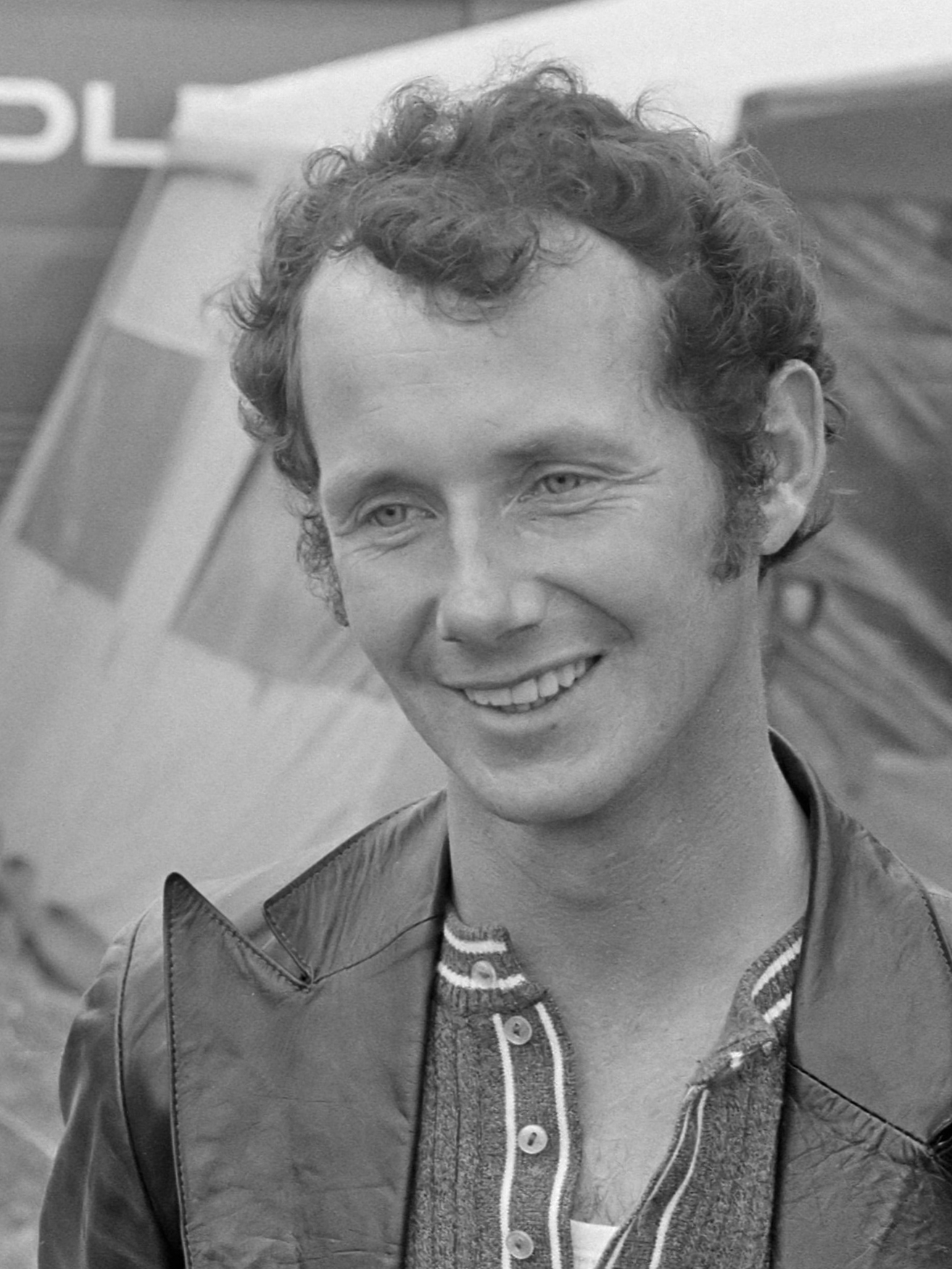
Jan de Vries (1971)

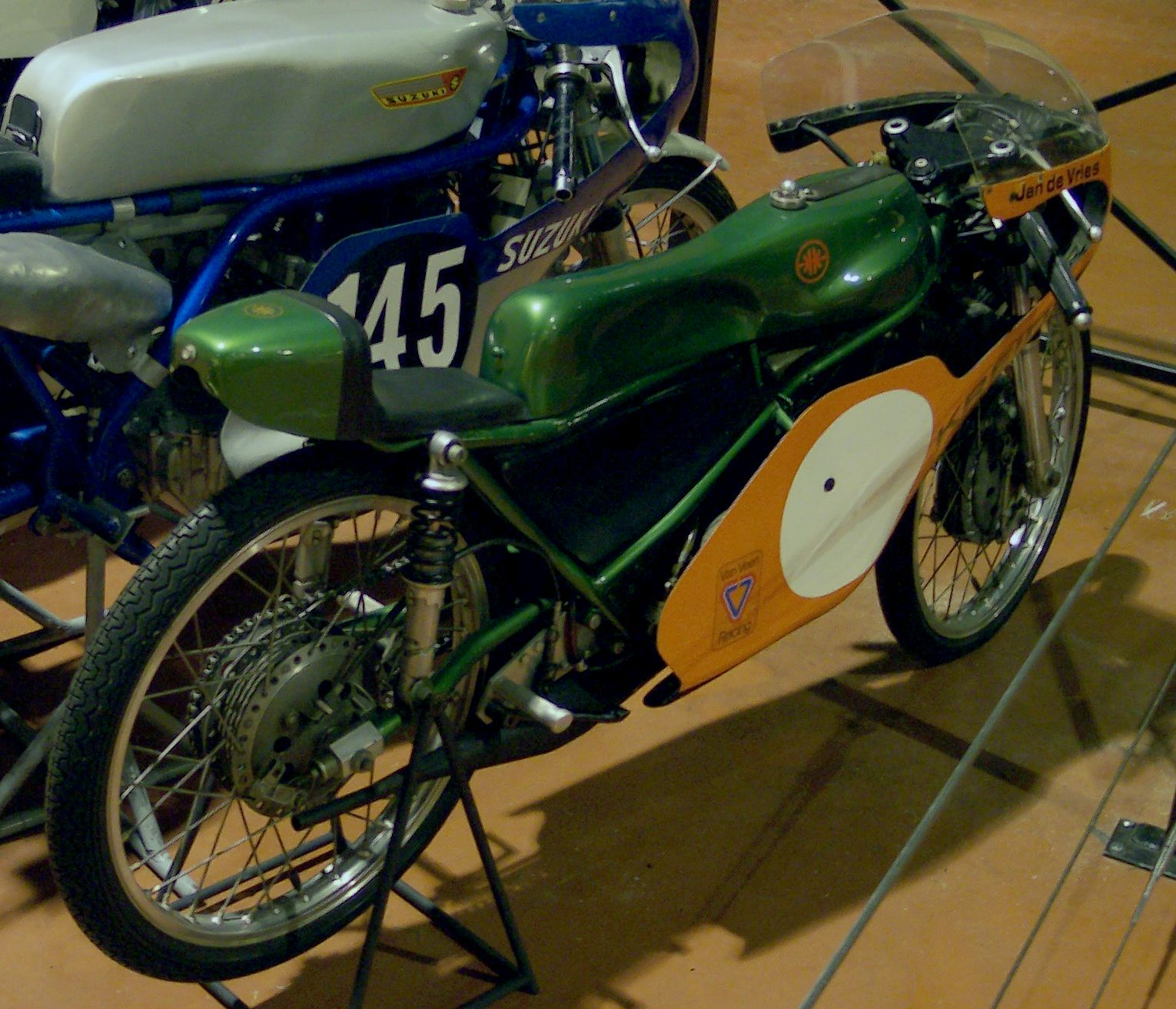
50-cm³-Kreidler von Jan de Vries

Jan de Vries (* 5. Januar 1944 in Sint Jacobiparochie; † 14. Januar 2021 in Purmerend) war ein niederländischer Motorradrennfahrer.
In den Jahren 1971 und 1973 gewann er den Weltmeistertitel in der 50-cm³-Klasse der Motorrad-Weltmeisterschaft.

## Karriere

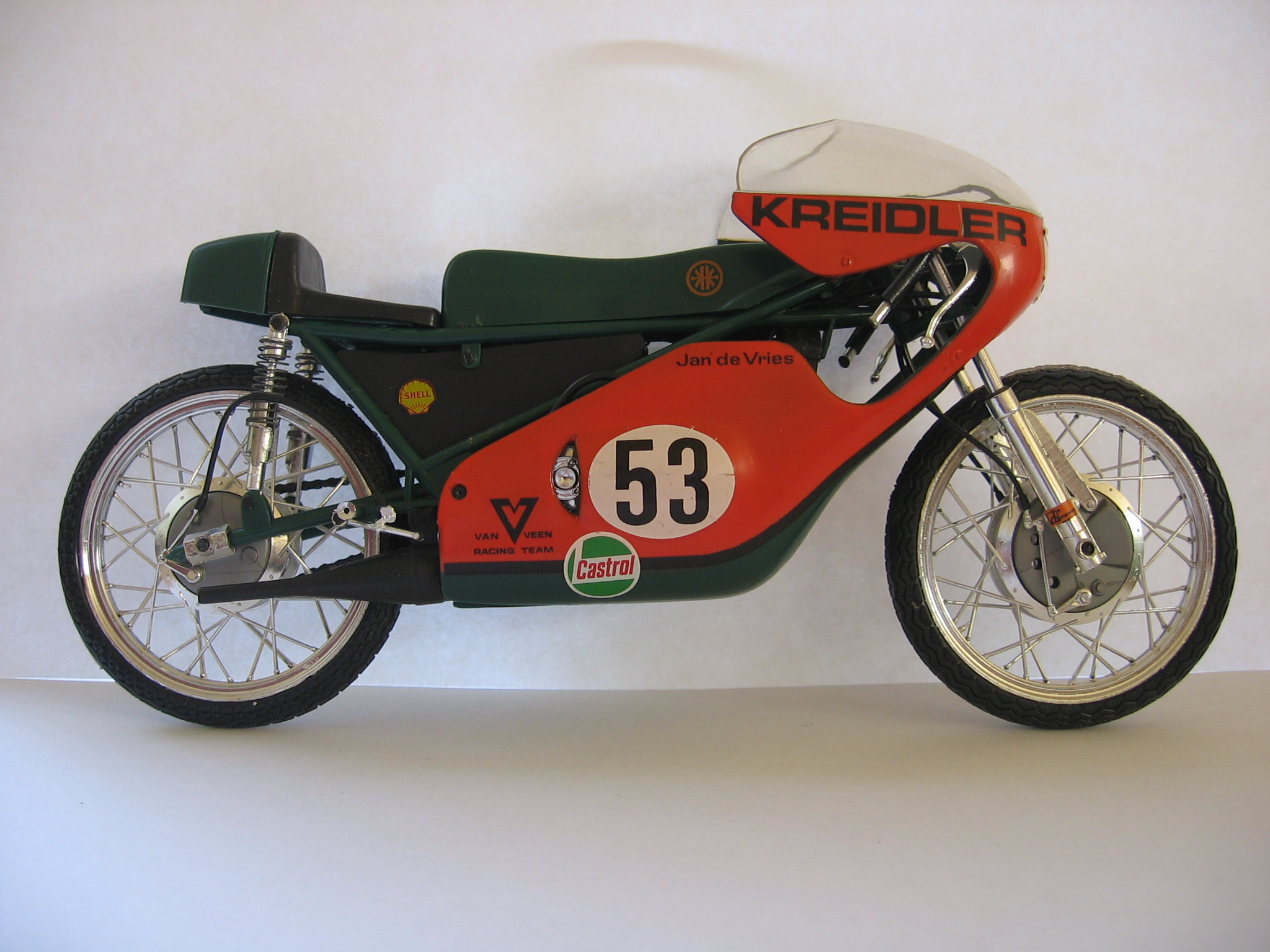
Modell von de Vries’ Weltmeister-Motorrad von 1971

Jan de Vries debütierte bei seinem Heim-Grand-Prix im Jahr 1968 auf Kreidler in der 50-cm³-Klasse in der Motorrad-Weltmeisterschaft.
Ab 1969 startete er für Kreidler permanent in der 50-cm³-Weltmeisterschaft. In seiner ersten Saison gelangen de Vries fünf Podiumsplatzierungen in acht Rennen und damit der vierte Gesamtrang. 1970 fuhr er beim Grand Prix der Nationen in Monza seinen ersten Sieg ein und wurde Fünfter in der Gesamtwertung. Im selben Jahr bestritt er auch seinen einzigen 125-cm³-Grand-Prix; bei seinem Heim-Rennen in Assen erreichte er dabei auf MZ den siebten Platz.
In der Saison 1971 dominierte Jan de Vries die oft „Schnapsglasklasse“ genannte 50-cm³-Weltmeisterschaft. Er gewann fünf der neun ausgetragenen Rennen und wurde, da damals nur die fünf besten Resultate in die Wertung kamen, mit der Maximalpunktzahl von 75 Zählern auf Kreidler Weltmeister.
1972 lag Jan de Vries nach dem letzten Saisonlauf der 50er-WM punktgleich mit dem spanischen Derbi-Piloten Ángel Nieto an der Spitze der Gesamtwertung. Da beide Fahrer obendrein noch die gleiche Anzahl von Siegen und zweiten Plätzen auf dem Konto hatten, addierte die FIM die jeweiligen Rennzeiten der Piloten. De Vries hatte schließlich mit 21 Sekunden Rückstand das Nachsehen.
In der Saison 1973 sicherte sich Jan de Vries seinen zweiten 50-cm³-WM-Titel. Mit fünf Siegen aus fünf bestrittenen Rennen setzte er sich auf Kreidler-Van-Veen gegen seinen Teamkollegen Bruno Kneubühler aus der Schweiz durch. Am Saisonende beendete er seine Laufbahn in der Motorrad-WM.
Nach Beendigung seiner aktiven Karriere arbeitete Jan De Vries als Tuner von Rennmotoren für Van Veen. Später war er häufig Gast bei vielen Veteranenrennen.
De Vries starb am 14. Januar 2021 im Alter von 77 Jahren in Folge eines akuten Herzstillstandes.

## Statistik

### Erfolge
- 1971 – 50-cm³-Weltmeister auf Kreidler
- 1972 – 50-cm³-Vizeweltmeister auf Kreidler
- 1973 – 50-cm³-Weltmeister auf Kreidler
- 14 Grand-Prix-Siege
- Niederländischer 50-cm³-Meister: 1967, 1972[2]

### In der Motorrad-Weltmeisterschaft
| Saison | Klasse  | Ergebnis    | Maschine | Siege |
| ------ | ------- | ----------- | -------- | ----- |
| 1968   | 50 cm³  | -           | Kreidler | 0     |
| 1969   | 50 cm³  | 4.          | Kreidler | 0     |
| 1970   | 50 cm³  | 5.          | Kreidler | 1     |
| 1970   | 125 cm³ | 35.         | MZ       | 0     |
| 1971   | 50 cm³  | Weltmeister | Kreidler | 5     |
| 1972   | 50 cm³  | 2.          | Kreidler | 3     |
| 1973   | 50 cm³  | Weltmeister | Kreidler | 5     |

## Verweise